# Safonovo (město)
Safonovo (rusky Сафоново) je město ve Smolenské oblasti v Ruské federaci. Při sčítání lidu v roce 2010 mělo přes šestačtyřicet tisíc obyvatel.

## Poloha a doprava
Safonovo leží na řece Vopecu, přítoku Dněpru. Nejbližší jiné město v okolí je Dorogobuž přibližně dvacet kilometrů jižně.
Přes město vede ve východozápadním směru železniční trať z Moskvy do Smolenska a dále do Minsku a Varšavy. Zhruba v stejném směru prochází severně od města dálnice M1, po které je zde vedena Evropská silnice E30.

## Dějiny
První zmínka o vesnici Sofonovo je z roku 1859. Na sídlo městského typu byla povýšena v roce 1938 a městem je od roku 1952.